# Barzana
Barzana – miejscowość i gmina we Włoszech, w regionie Lombardia, w prowincji Bergamo.
Według danych na styczeń 2009 gminę zamieszkiwało 1726 osób przy gęstości zaludnienia 837,9 os./1 km².